# أمل سنان
أمل سنان سعيد عبد القادر، ممثلة عراقية ولدت في أكتوبر 1966 في العاصمة الأذربيجانية باكو. عرفت عن دورها باسم نادية في المسلسل العراقي الوحيد الذي مثلتهُ، وحمل نفس الاسم نادية، وعرض في تلفزيون العراق الرسمي آنذاك عام 1988.

## حياتها الشخصية
ولدت أمل في باكو عاصمة أذربيجان، من عائلة أدبية وفنية وهي بنت الإعلامي والأديب العراقي التركماني الدكتور سنان سعيد عبد القادر (1934 – 3 حزيران يونيو 1991)، أمها أذربيجانية (التي كانت تابعة للاتحاد السوفييتي السابق). وقد عملت مع والدها الراحل في بغداد ثم في تركيا وأذربيجان وأوروبا لتستقر في بغداد في عقد السبعينات من القرن العشرين.
وهي في السن الرابعة من عمرها

## مسيرتها الفنية
دخلت مدرسة الموسيقى والباليه في بغداد قسم البيانو، وبعد تخرجها رشحت لإكمال دراستها العليا في تخصص النظرية الموسيقية وبسبب ظروف العراق صدر قرار حكومي بمنع دراسة الفتيات خارج البلاد، وتخرجت من قسم المسرح في كلية الفنون الجميلةقامت بعرض الأزياء في عقد الثمانينيات من القرن العشرين حيث لفتت أنظار مخرجي السينما والتلفزيون فاختيرت لتجسد دور البطولة في مسلسل عراقي منتصف عقد الثمانينات من القرن الماضي حمل اسم نادية من ثمانية عشر حلقة، وكان من تأليف معاذ يوسف وإخراج صلاح كرم وإنتاج عام 1987 وعرض عام 1988 وقد غنى كاظم الساهر في بداياته مقدمة مسلسل نادية أغنية «شجاها الناس» وهي من كلمات كريم العراقي وألحان جعفر الخفاف وعزف فرقة رائد جورج وقد حاز هذا المسلسل على نجاحٍ واسع بالعراق وشاركها بالبطولة حسن حسني، ونالت جائزة أفضل ممثلة في العراق عن نفس المسلسل. كما شاركت في بطولة فيلم سينمائي عراقي كوميدي أخرجته المخرجة خيرية منصور بعنوان ستة على ستة (إنتاج عام 1988)، وشاركها في البطولة الفنان العراقي قاسم الملاك وليلى محمد وسناء عبد الرحمن وسهام السبتي وإقبال نعيم وعبد الجبار كاظم.

## اعتزالها الفن وهجرتها عن العراق
بالرغم من النجاح الذي حققته بعد نادية، إعتزلت التمثيل وهاجرت من العراق بعد تخرجها مباشرة في عام 1989، وعن سبب مغادرتها قالت 
 واستقرت في ألمانيا حيث تقوم بتدريس العزف على البيانو.

## قائمة بالأفلام السينمائية والمسلسلات التلفزيونية
| اسم الفيلم/المسلسل     | اسم الشخصية | تاريخ الإنتاج | نوع العمل                           | العمل من إخراج |
| ---------------------- | ----------- | ------------- | ----------------------------------- | -------------- |
| نادية                  | دور (نادية) | 1987          | مسلسل تلفزيوني عراقي (عرض عام 1988) | صلاح كرم       |
| "ستة على ستة" أو "6/6" | دور (طبيبة) | 1988          | فلم كوميدي عراقي مع قاسم الملاك     | خيرية منصور    |

## الجوائز
| السنة | الجائزة                    | الفئة                 | العمل الفني                      | النتيجة |
| ----- | -------------------------- | --------------------- | -------------------------------- | ------- |
| 1988  | أفضل فنانة عراقية عام 1988 | أفضل ممثلة بدور رئيسي | المسلسل التلفزيوني العراقي نادية | فوز     |

## وصلات خارجية
https://web.archive.org/web/20120425161058/http://www.mesopot.com/old/adad13/47.htm
http://wwwallafblogspotcom.blogspot.com/2010/06/blog-post_9477.html
http://annabaa.org/nbanews/2010/08/114.htm
http://www.mocul.gov.iq/arabic/index.php?name=Pages&op=showcat&cid=85
http://www.ahewar.org/debat/show.art.asp?aid=236395
http://www.youtube.com/watch?v=7CgQwOkJZ5U&NR=1
http://www.youtube.com/watch?v=9DAVNQhqMFg&feature=related
شاهد صورها على الرابط: https://web.archive.org/web/20111113060843/http://kalema.a7larab.net/t26808-topic#43641